# Dre & Vidal
Dre & Vidal este o echipă de producători muzicali americani.